# Geranium santanderiense
Geranium santanderiense är en näveväxtart som beskrevs av Reinhard Gustav Paul Knuth. Geranium santanderiense ingår i släktet nävor, och familjen näveväxter. Inga underarter finns listade i Catalogue of Life.